# Leo Baxendale
Leo Baxendale, född 27 oktober 1930 i Whittle-le-Woods i Lancashire, död 23 april 2017, var en brittisk serieskapare. 

## Biografi
Leo Baxendale började teckna serier i tjugoårsåldern och blev 1952 anställd på den engelska serietidningen Beano (utgiven av DC Thomson), där han tecknade skämtserier i crazystil såsom Little Plum, Minnie the Minx och Bash Street Kids.
På 1960-talet arbetade Baxendale även för förlaget Fleetway, där kreationer såsom Bad Penny (en variant av Minnie the Minx), Clever Dick och Sweeny Toddler såg dagens ljus. På Odhams Press kom Grimly Feendish – the World's Rottenest Crook.
Under 1970-talet gav Baxendale ut sin egen serietidning Willy the Kid och 1987 grundade han sitt eget förlag Reaper Books.
Baxendales säregna teckningsstil har blivit något av en institution inom brittiska serietidningsserier, och många andra tecknare som Tom Paterson och även sonen Martin Baxendale har kopierat hans stil och förvaltat det "Baxendaleska" arvet.
Flera av Baxendales gamla skämtfigurer har återupplivats i mer realistiska versioner i Alan och Leah Moores och John Reppions Albion.